# Serra da Malcata
Serra da Malcata este o arie protejată (arie de protecție specială avifaunistică — SPA) din Portugalia întinsă pe o suprafață de 16.347,06 ha, integral pe uscat.

## Localizare
Centrul sitului Serra da Malcata este situat la coordonatele 40°15′09″N 7°02′29″W / 40.252607°N 7.041384°V.

## Înființare
Situl Serra da Malcata a fost declarat arie de protecție specială avifaunistică în decembrie 1988 pentru a proteja 46 de specii de animale.

## Biodiversitate
Situată în ecoregiunea mediteraneană, aria protejată conține 11 habitate naturale: Lacuri eutrofice naturale cu vegetație de tip Magnopotamion sau Hydrocharition, Cursuri de apă de la nivel de câmpie la nivel montan, cu vegetație Ranunculion fluitantis și Callitricho-Batrachion, Pajiști uscate europene, Lande oro-mediteraneene cu formațiuni endemice de grozamă, Fânețe de joasă altitudine (Alopecurus pratensis, Sanguisorba officinalis), Pante stâncoase silicioase cu vegetație casmofită, Păduri termofile cu Fraxinus angustifolia, Păduri aluvionare cu Alnus glutinosa și Fraxinus excelsior (Alno-Padion, Alnion incanae, Salicion albae), Păduri de stejar galițio-portugheze cu Quercus robur și Quercus pyrenaica, Galerii de Salix alba și de Populus alba, Păduri de Quercus ilex și Quercus rotundifolia.
La baza desemnării sitului se află mai multe specii protejate:
- păsări (36): vulturul negru (Aegypius monachus), pescăruș albastru (Alcedo atthis), fâsă-de-câmp (Anthus campestris), fâsă de luncă (Anthus pratensis), buha (Bubo bubo), ciocârlie-cu-degete-scurte (Calandrella brachydactyla), Caprimulgus ruficollis, scatiu (Carduelis spinus), măcăleandru roșcat (Cercotrichas galactotes), barză neagră (Ciconia nigra), șerpar (Circaetus gallicus), erete vânăt (Circus cyaneus), erete cenușiu (Circus pygargus), Clamator glandarius, dumbrăveancă (Coracias garrulus), prepeliță (Coturnix coturnix), cuc (Cuculus canorus), Elanus caeruleus, presură de grădină (Emberiza hortulana), Galerida theklae, vulturul pleșuv sur (Gyps fulvus), acvilă pitică (Hieraaetus pennatus), sfrâncioc cu cap roșu (Lanius senator), ciocârlie de pădure (Lullula arborea), prigoare (Merops apiaster), gaia neagră (Milvus migrans), gaia roșie (Milvus milvus), pietrar mediteranean (Oenanthe hispanica), grangur (Oriolus oriolus), viespar (Pernis apivorus), pitulice de munte (Phylloscopus bonelli), lăstun de mal (Riparia riparia), silvie roșcată (Sylvia cantillans), Sylvia conspicillata, silvie de tufiș (Sylvia undata), sturz-cântător (Turdus philomelos)
- amfibieni (1): Discoglossus galganoi
- mamifere (5): liliac cârn (Barbastella barbastellus), Microtus cabrerae, liliac cu urechi mari (Myotis bechsteinii), liliacul mare cu potcoavă (Rhinolophus ferrumequinum), liliacul mic cu potcoavă (Rhinolophus hipposideros)
- nevertebrate (2): fluturele auriu (Euphydryas aurinia), Gomphus graslinii
- pești (2): Chondrostoma polylepis, Rutilus alburnoides

Pe lângă speciile protejate, pe teritoriul sitului au mai fost identificate 12 specii de mamifere, 7 specii de reptile.